# Special Olympics Malediven
Special Olympics Malediven (englisch: Special Olympics Maldives) ist der maledivische Verband von Special Olympics International, der weltweit größten Sportbewegung für Menschen mit geistiger Beeinträchtigung und Mehrfachbeeinträchtigung. Ziel ist die sportliche Förderung dieser Personengruppe und die Sensibilisierung der Gesellschaft für sie. Außerdem betreut der Verband die maledivischen Athletinnen und Athleten bei den Special Olympics Wettbewerben.

## Geschichte
Special Olympics Malediven wurde 2019 mit Sitz in Malé gegründet.

## Sportarten
Folgende Sportarten wurden 2023 vom Verband angeboten:
- Badminton (Special Olympics)
- Basketball (Special Olympics)
- Fußball (Special Olympics)
- Leichtathletik (Special Olympics)
- Schwimmen (Special Olympics)

## Aktivitäten

### Teilnahme an Weltspielen vor 2020
• 2019 Special Olympics, World Summer Games, Abu Dhabi (4 Athletinnen und Athleten)

### Teilnahme an den Special Olympics World Summer Games 2023 in Berlin
Special Olympics Malediven nahm an den Special Olympics World Summer Games 2023 teil. Die Delegation wurde vor den Spielen im Rahmen des Host Town Program von Dinslaken betreut und bestand aus 16 Personen. Das Team gewann bei diesen Weltspielen zwei Goldmedaillen und eine Bronzemedaille.